# Phyllanthus lativenius
Phyllanthus lativenius är en emblikaväxtart som först beskrevs av Léon Camille Marius Croizat, och fick sitt nu gällande namn av Rafaël Herman Anna Govaerts och Radcl.-sm.. Phyllanthus lativenius ingår i släktet Phyllanthus och familjen emblikaväxter. Inga underarter finns listade i Catalogue of Life.